# Aszódi járás
Az Aszódi járás Pest vármegyéhez tartozó járás Magyarországon, amely 2013-ban jött létre. Székhelye Aszód. Területe 298,37 km², népessége 36 992 fő, népsűrűsége pedig 124 fő/km² volt 2013. elején. 2013. július 15-én két város (Aszód és Tura) és kilenc község tartozott hozzá.
Az Aszódi járás a járások 1983. évi megszüntetése előtt is létezett, 1912 és 1965 között. Az 1950-es megyerendezésig Pest-Pilis-Solt-Kiskun vármegyéhez, azután Pest megyéhez tartozott.

## Települései
| Település  | Rang (2013. július 15.) | Közös hivatal | Kistérség (2013. január 1.) | Népesség (2013. január 1.) | Terület (km²) |
| ---------- | ----------------------- | ------------- | --------------------------- | -------------------------- | ------------- |
| Aszód      | járásszékhely város     |               | Aszódi                      | 6 163                      | 16,2          |
| Tura       | város                   |               | Aszódi                      | 7 721                      | 55,92         |
| Bag        | nagyközség              |               | Aszódi                      | 3 710                      | 23,55         |
| Kartal     | nagyközség              | Kartal        | Aszódi                      | 5 617                      | 29,11         |
| Domony     | község                  |               | Aszódi                      | 2 159                      | 21,8          |
| Galgahévíz | község                  |               | Aszódi                      | 2 489                      | 31,18         |
| Galgamácsa | község                  | Galgamácsa    | Veresegyházi                | 1 854                      | 43,31         |
| Hévízgyörk | község                  |               | Aszódi                      | 2 997                      | 22,85         |
| Iklad      | község                  |               | Aszódi                      | 2 031                      | 11,21         |
| Vácegres   | község                  | Galgamácsa    | Veresegyházi                | 849                        | 13,67         |
| Verseg     | község                  | Kartal        | Aszódi                      | 1 402                      | 29,57         |

## Története
Az Aszódi járást 1912-ben szervezték. Ezt megelőzően az ide beosztott 12 község közül tíz a Gödöllői, kettő pedig a Váci járáshoz tartozott.
Az 1910-es évek elején Pest-Pilis-Solt-Kiskun vármegye járási beosztását jelentősen megváltoztatták Budapest környékén, ugyanis 1910-re a főváros vonzáskörzetének gyors népességnövekedése miatt több járás (a Gödöllői, Monori és Ráckevei) népessége is megközelítette a százezer főt. Ezért került sor ezek területéből az Aszódi, a Gyömrői és a Kispesti járás megszervezésére 1911 és 1913 között. A három járás közül ez működött a legtovább, több mint fél évszázadon át.
A járás megszervezéséről Pest-Pilis-Solt-Kiskun vármegye törvényhatósági bizottsága 1911. november 27-én tartott közgyűlésén a 2,086. számú határozatában döntött, amit a belügyminiszter 1912. február 16-án 2,837/1912. számú rendeletével hagyott jóvá. Az új járás főszolgabírói hivatala 1912. június 1-jén kezdte meg működését. A Gödöllői járás északkeleti részéből kialakított új járás székhelyéül Aszódot választották. Az egykori mezőváros a környező települések hagyományos kereskedelmi központja volt, emellett vasúti és közúti csomóponttá is vált a 20. század elejére.
Az 1950-es megyerendezés során a járás Pest megye része lett, két községét elcsatolták Heves megye Hatvani járásához. Az 1950-es járásrendezés során viszont öt községet idecsatoltak a Váci járásból, de ezek közül egy 1954-ben visszakerült oda.
1965 végén Gödöllőt várossá nyilvánították, tehát kivált a Gödöllői járásból, így annak népessége jelentősen csökkent. A várossá nyilvánítás azt is jelentette, hogy a Pest megyei tanács irányítása alá rendelt szervek száma eggyel megnőtt. Ezzel összefüggésben került sor az Aszódi járás megszűnésére, községei közül kettőt a Váci járáshoz, a többit pedig a Gödöllőihez csatolták.

### Községei 1912 és 1966 között
Az alábbi táblázat felsorolja az Aszódi járáshoz tartozott községeket, bemutatva, hogy mikor tartoztak ide, és hogy hova tartoztak megelőzően, illetve később.
| Község       | Mikortól | Honnan            | Meddig | Hova                           |
| ------------ | -------- | ----------------- | ------ | ------------------------------ |
| Acsa         | 1950     | Váci járásból     | 1965   | Váci járáshoz                  |
| Aszód        | 1912     | Gödöllői járásból | 1965   | Gödöllői járáshoz              |
| Bag          | 1912     | Gödöllői járásból | 1965   | Gödöllői járáshoz              |
| Boldog       | 1912     | Gödöllői járásból | 1950   | Hatvani járáshoz (Heves megye) |
| Csővár       | 1950     | Váci járásból     | 1954   | Váci járáshoz                  |
| Domony       | 1912     | Gödöllői járásból | 1965   | Gödöllői járáshoz              |
| Galgagyörk   | 1912     | Váci járásból     | 1965   | Gödöllői járáshoz              |
| Galgahévíz   | 1912     | Gödöllői járásból | 1965   | Gödöllői járáshoz              |
| Galgamácsa   | 1912     | Váci járásból     | 1965   | Gödöllői járáshoz              |
| Hévízgyörk   | 1912     | Gödöllői járásból | 1965   | Gödöllői járáshoz              |
| Iklad        | 1912     | Gödöllői járásból | 1965   | Gödöllői járáshoz              |
| Kartal       | 1912     | Gödöllői járásból | 1965   | Gödöllői járáshoz              |
| Kerekharaszt | 1947     | Verseg határából  | 1950   | Hatvani járáshoz (Heves megye) |
| Püspökhatvan | 1950     | Váci járásból     | 1965   | Váci járáshoz                  |
| Tura         | 1912     | Gödöllői járásból | 1965   | Gödöllői járáshoz              |
| Vácegres     | 1950     | Váci járásból     | 1965   | Gödöllői járáshoz              |
| Váckisújfalu | 1950     | Váci járásból     | 1965   | Gödöllői járáshoz              |
| Verseg       | 1912     | Gödöllői járásból | 1965   | Gödöllői járáshoz              |

### Történeti adatai
Az alábbi táblázat az Aszódi járás területének és népességének változását mutatja be. Az egyes sorok a járás területi változásait mutatják be, az első rovatban megjelölve, mely időszakban érvényes terület adatai találhatók az adott sorban.
A következő rovat a járás területnagyságát mutatja az adott időszakban. A további rovatok az adott időszakban érvényes határok között az oszlopfejlécben jelzett népszámlálás adatai szerint talált népességszámot adják meg ezer főre kerekítve.
Az eltérő színezéssel kijelölt adatok mutatják meg az egyes népszámlálásokkor érvényes közigazgatási beosztásnak megfelelő adatokat.
| Területi beosztás | Terület | 1910-ben | 1920-ban | 1930-ban | 1941-ben | 1960-ban |
| ----------------- | ------- | -------- | -------- | -------- | -------- | -------- |
| 1912–1950 között  | 341 km² | 29       | 31       | 33       | 36       | 40       |
| 1950–1954 között  | 375 km² | 30       | 32       | 35       | 37       | 41       |
| 1954–1965 között  | 358 km² | 29       | 31       | 34       | 36       | 40       |